# Denis-Will Poha
Denis-Will Poha (Lannion, 1997. május 28. –) francia korosztályos válogatott labdarúgó, a svájci Sion középpályása.

## Pályafutása

### Klubcsapatokban
Poha a franciaországi Lannionban született. Az ifjúsági pályafutását a Lannion és a Guingamp csapatában kezdte, majd 2011-ben a Rennes akadémiájánál folytatta.
2014-ben mutatkozott be a Rennes tartalék, majd 2016-ban az első osztályban szereplő felnőtt keretében. 2017 és 2020 között az Orléans és a Nancy, illetve a portugál Vitória de Guimarães csapatát erősítette kölcsönben. A lehetőséggel élve, 2020-ban a portugál klubhoz igazolt. A 2020–21-es szezon második felében a Portimonensénél, míg a 2021–22-es szezon második felében a Paunál szerepelt kölcsönben.
2022. július 1-jén hároméves szerződést kötött a svájci első osztályban érdekelt Sion együttesével. Először a 2022. július 17-ei, Lugano ellen 3–2-re megnyert mérkőzésen lépett pályára. Első gólját 2022. augusztus 13-án, a Grasshoppers ellen 2–2-es döntetlennel zárult találkozón szerezte meg.

### A válogatottban
Poha az U16-ostól az U21-esig minden korosztályú válogatottban képviselte Franciaországot.

## Statisztika
2022. október 2. szerint.
| Klub                              | Szezon   | Bajnokság          | Bajnokság | Bajnokság | Kupa  | Kupa  | Nemzetközi | Nemzetközi | Összesen | Összesen |
| Klub                              | Szezon   | Bajnokság          | Mérk.     | Gólok     | Mérk. | Gólok | Mérk.      | Gólok      | Mérk.    | Gólok    |
| --------------------------------- | -------- | ------------------ | --------- | --------- | ----- | ----- | ---------- | ---------- | -------- | -------- |
| Rennes                            | 2016–17  | Ligue 1            | 0         | 0         | 1     | 0     | —          | —          | 1        | 0        |
| Rennes                            | 2018–19  | Ligue 1            | 2         | 0         | 2     | 0     | 2          | 0          | 6        | 0        |
| Rennes                            | Összesen | Összesen           | 2         | 0         | 3     | 0     | 2          | 0          | 7        | 0        |
| Orléans (kölcsönben)              | 2017–18  | Ligue 2            | 35        | 4         | 1     | 0     | —          | —          | 36       | 4        |
| Nancy (kölcsönben)                | 2018–19  | Ligue 2            | 14        | 1         | 0     | 0     | —          | —          | 14       | 1        |
| Vitória de Guimarães (kölcsönben) | 2019–20  | Liga Portugal      | 20        | 0         | 4     | 0     | 8          | 0          | 32       | 0        |
| Vitória de Guimarães              | 2020–21  | Liga Portugal      | 5         | 0         | 1     | 0     | —          | —          | 6        | 0        |
| Vitória de Guimarães              | Összesen | Összesen           | 25        | 0         | 5     | 0     | 8          | 0          | 38       | 0        |
| Portimonense (kölcsönben)         | 2020–21  | Liga Portugal      | 12        | 0         | 0     | 0     | —          | —          | 12       | 0        |
| Pau (kölcsönben)                  | 2021–22  | Ligue 2            | 17        | 0         | 0     | 0     | —          | —          | 17       | 0        |
| Sion                              | 2022–23  | Swiss Super League | 9         | 1         | 1     | 0     | —          | —          | 10       | 1        |
| Összesen                          | Összesen | Összesen           | 114       | 6         | 10    | 0     | 10         | 0          | 134      | 6        |

## Sikerei, díjai
Francia U19-es válogatott
- U19-es labdarúgó-Európa-bajnokság
  - Győztes (1): 2016

## Fordítás
Ez a szócikk részben vagy egészben  a   Denis-Will Poha című angol Wikipédia-szócikk fordításán alapul.  Az eredeti cikk szerkesztőit annak laptörténete sorolja fel. Ez a jelzés csupán a megfogalmazás eredetét és a szerzői jogokat jelzi, nem szolgál a cikkben szereplő információk forrásmegjelöléseként.